# Інцидент з підводним човном Сокчо 1998 року
Інцидент з підводним човном Сокчо 1998 року стався 22 червня 1998 року біля берегів південнокорейського міста Сокчо.

## Захоплення
22 червня північнокорейський підводний човен класу Yugo заплутався в рибальській дрейфовій сітці в південнокорейських водах приблизно в 18 кілометрах на схід від порту Сокчо і в 33 кілометрах на південь від міжкорейського кордону. Південнокорейський рибальський човен спостерігав, як кілька членів екіпажу підводного човна намагалися виплутати підводний човен із рибальської мережі. ВМС Південної Кореї відправили корвет класу Pohang, який відбуксирував підводний човен (з екіпажем, що все ще всередині) до військово-морської бази в порту Донхе. Підводний човен затонув, коли його буксирували в порт; було неясно, чи це сталося в результаті пошкодження або навмисного затоплення екіпажем.
23 червня Центральне інформаційне агентство Кореї заявило, що підводний човен було втрачено у результаті навчальної аварії.
25 червня підводний човен було піднято з глибини приблизно 30 метрів і знайдено тіла дев'яти членів екіпажу; Очевидно, п'ятеро моряків були вбиті, а четверо агентів, схоже, покінчили життя самогубством. Наявність південнокорейських напоїв свідчить про те, що екіпаж завершив шпигунську місію. Журнали, знайдені на підводному човні, показали, що він неодноразово проникав у південнокорейські води.
Згодом тіла членів екіпажу підводного човна були поховані на кладовищі північнокорейських і китайських солдатів.